# Bloemfontein
Bloemfontein a Dél-afrikai Köztársaság három fővárosa közül az egyik: az igazságszolgáltatás központja. Egyben Szabadállam tartomány székhelye. A név holland, jelentése: virágforrás. A város sesotho neve Mangaung („gepárd”).

## Földrajz

### Éghajlat
Bloemfonteinban a félszáraz klíma a meghatározó, melyet forró nyár és hűvös, száraz tél jellemez. A hó ritka, legutóbb 2007. július 26-án volt hóesés a városban.
| Hónap                         | Jan. | Feb. | Már. | Ápr. | Máj. | Jún. | Júl.  | Aug.  | Szep. | Okt. | Nov. | Dec. | Év    |
| ----------------------------- | ---- | ---- | ---- | ---- | ---- | ---- | ----- | ----- | ----- | ---- | ---- | ---- | ----- |
| Rekord max. hőmérséklet (°C)  | 39,0 | 39,0 | 35,0 | 33,0 | 30,0 | 25,0 | 24,0  | 29,0  | 34,0  | 35,0 | 37,0 | 38,0 | 39,0  |
| Átlagos max. hőmérséklet (°C) | 31,0 | 29,0 | 27,0 | 23,0 | 20,0 | 17,0 | 17,0  | 20,0  | 24,0  | 26,0 | 28,0 | 30,0 | 24,3  |
| Átlagos min. hőmérséklet (°C) | 15,0 | 15,0 | 12,0 | 8,0  | 3,0  | −2,0 | −2,0  | 1,0   | 5,0   | 9,0  | 12,0 | 14,0 | 7,5   |
| Rekord min. hőmérséklet (°C)  | 6,0  | 4,0  | 1,0  | −3,0 | −9,0 | −9,0 | −10,0 | −10,0 | −7,0  | −3,0 | 0,0  | 3,0  | −10,0 |
| Átl. csapadékmennyiség (mm)   | 83   | 111  | 72   | 56   | 17   | 12   | 8     | 15    | 24    | 43   | 58   | 60   | 559   |
| Havi napsütéses órák száma    | 297  | 251  | 257  | 249  | 266  | 249  | 272   | 285   | 279   | 291  | 297  | 319  | 3312  |
| Forrás: Hong Kong Observatory |      |      |      |      |      |      |       |       |       |      |      |      |       |

## Történelme
A várost afrikaans nyelvű betelepülők alapították 1846-ban, a Transoranje régióban. Ekkor foglalták el Bloemfonteint különböző régiókból a betelepülők. 1902-1910-ig a Narancs-folyó gyarmat fővárosa volt.

### 1854-1898

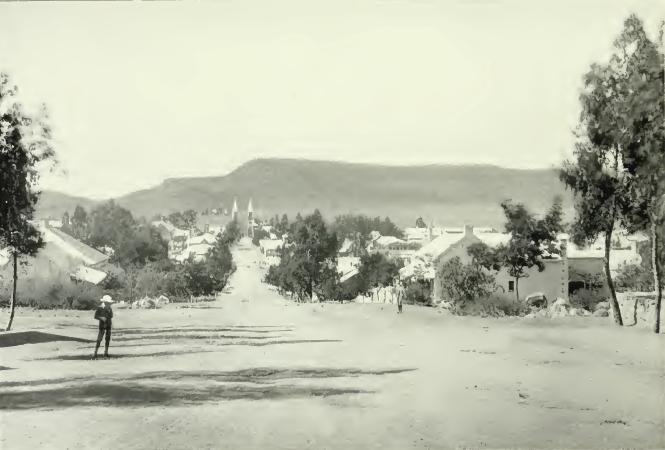
Bloemfontein az 1900-as évek elején

Az Oranje Szabadállam fővárosaként az állam növekedése elősegítette a város növekedését is. 1890-ben épült meg a Bloemfontein-Fokváros vasútvonal. 1892. január 3-án Bloemfonteinben született a híres író, J. R. R. Tolkien.

### A második búr háború és a Dél-Afrikai háború idejében
1899-ben a város rendezte a Bloemfontein Konferenciát, amivel meg akarták a második búr háború kitörését akadályozni.
1900-ban az angolok koncentrációs tábort hoztak létre a városban a búrok számára, amivel 45000 nőt és gyereket (köztük 17000 színes bőrűt) öltek meg.

### Napjainkban
1994-ig a város a Dél-Afrikai Köztársaság bírósági központja.

## Közigazgatás
Bloemfontein külvárosokkal is rendelkezik, ezek (angol nevükön): Woodland Hills Wildlife Estate, Bayswater, Brandwag, Ehrlichpark, Fauna, Fichardtpark, Fleurdal, Gardeniapark, Generaal De Wet, Hospitaalpark, Kiepersol, Lourierpark, Park West, Pellissier, Uitsig, Universitas, Westdene, Wilgehof és Willows.

## Sport

### Stadionok
A városban van a Szabad Állam Stadion (Free State Stadium) egy sportkomplexum a külvárosban. A 2010-es labdarúgó-világbajnokság egyik stadionja a Vodacom Parknak is nevezett létesítmény.

### Labdarúgás
A város a székhelye a Bloemfontein Celtic nevű labdarúgócsapatnak. A 2010-es labdarúgó-világbajnokságot itt is rendezik.

### Rögbi
A Free State Stadium két rögbicsapatnak ad otthont: a Central Cheetahs és a Free State Cheetahs csapatainak. 2005-ben a Free State Cheetahs csapata nyerte a rögbibajnokságot (a Currie Cup-ot).

### Krikett
A város krikettcsapata a Gestetner Diamond Eagles.

### Sportrepülés
Bloemfontein a Dél-Afrikai Köztársaságban a sportrepülés szempontjából az egyik legfejlettebb hely.

### Autóversenyek
A városban motokrossz és profi gokart pálya található.

## Híres emberek
- Zola Budd hosszútávfutó
- J. R. R. Tolkien angol író, filológus
- Shaun Morgan zenész
- Ryk Neethling úszó